# Aparapotamon gracillimum
Aparapotamon gracillimum is een krabbensoort uit de familie van de Potamidae. De wetenschappelijke naam van de soort is voor het eerst geldig gepubliceerd in 1981 door Chen & Chang.